# Сталпу (Ђурђу)
Сталпу (рум. Stâlpu) насеље је у Румунији у округу Ђурђу у општини Јепурешти. Oпштина се налази на надморској висини од 68 m.

## Становништво
Према подацима из 2002. године у насељу је живело 300 становника, од којих су сви румунске националности.